# Preta Fernanda
Andrêsa do Nascimento (Ribeira da Barca, Cabo Verde, 1859 – Lisboa, Portugal, 27 de agosto de 1927) fue una celebrada cortesana y figura de sociedad en la Lisboa de fin de siècle. Era más conocida por el apodo de Preta Fernanda (literalmente en español, Negra Fernanda) y el de Fernanda do Vale (su nombre de pluma). Fue quizás la lisboeta negra más conocida en ese período.

## Biografía
Andrêsa do Nascimento nació en una aldea en el seno de una familia pobre, cerca del pueblo de Ribeira da Barca en la isla de Santiago de Cabo Verde, probablemente en 1859. Cuando tenía aproximadamente 19 años, abandonó la isla embarcando en compañía de un capitán de barco, Jerónimo Martins, quien le había prometido matrimonio, pero la terminó abandonando en Dakar, en la costa africana. Nascimento se terminaría casando con un cervecero alemán, Frederick "Fritz" Kemps, quien la llevaría a Lisboa y con quien tendría gemelos. Según algunas fuentes, su marido murió; según otras, se emborrachaba habitualmente y finalmente la acabaría abandonando.

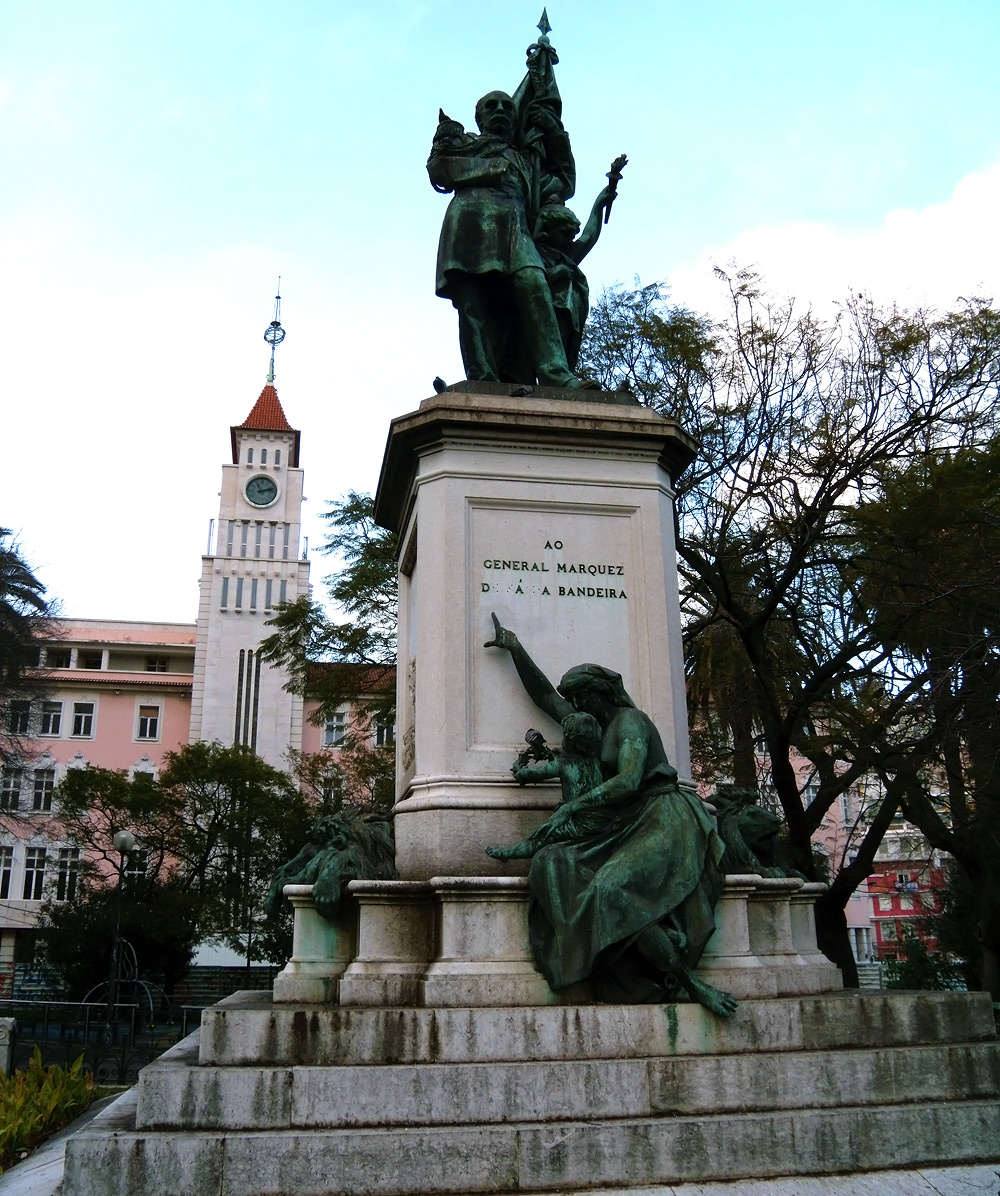
Una mujer, tomando como modelo a Andrêsa do Nascimento, apunta al Marqués de Sá da Bandeira; Plaza de Don Luis I, Lisboa.

Fuese como fuese, Nascimento volvió a quedarse sola, y para poder mantenerse a ella misma y a sus hijos, trabajó brevemente como modelo para el escultor italiano Giovanni Ciniselli. Fue inmortalizada en la Plaza de Don Luis I en Lisboa como una de las figuras que aguantan la escultura del Marqués de Sá da Bandeira, famoso por sus esfuerzos hacia el abolicionismo de la esclavitud. Nascimento posó para el retrato de Ciniselli de una mujer africana esclavizada, rompiendo las cadenas de sus tobillos y con un niño en su regazo. La mujer mira al niño mientras señala a la figura del marqués, como si lo exaltase. La escultura fue financiada con fondos públicos y fue revelada por el rey Luis I en 1884.
Encontró un trabajo más estable en 1889 como doncella de una dama de la alta sociedad portuguesa, una miembro de la influyente familia Cavalcanti. Trabajaría de doncella durante casi dos décadas.
Tras dieciocho años, abandonó el servicio de su dama y, usando sus ahorros y sus contactos sociales, abrió un burdel en el Barrio Alto de Lisboa, que pronto se convertiría un lugar de encuentro nocturno para escritores, políticos y bohemios de la capital portuguesa. Nascimento se convirtió en una de las cortesanas más famosas de Lisboa: tuvo numerosos amantes, de marineros y soldados a influyentes escritores y abogados, y se convirtió en una figura habitual de los locales nocturnos más populares. Glamurosa y auténtica, Nascimento, según cuenta ella misma, una vez rejoneó a un toro en Algés, y acompañó al afamado escritor José Maria Eça de Queirós al Teatro da Trinidade. También fue la única mujer de la que hay testimonio que se mantuvo en la habitación cuando el futurista Almada Negreiros presentó su chocante Ultimatum Futurista en abril de 1917.

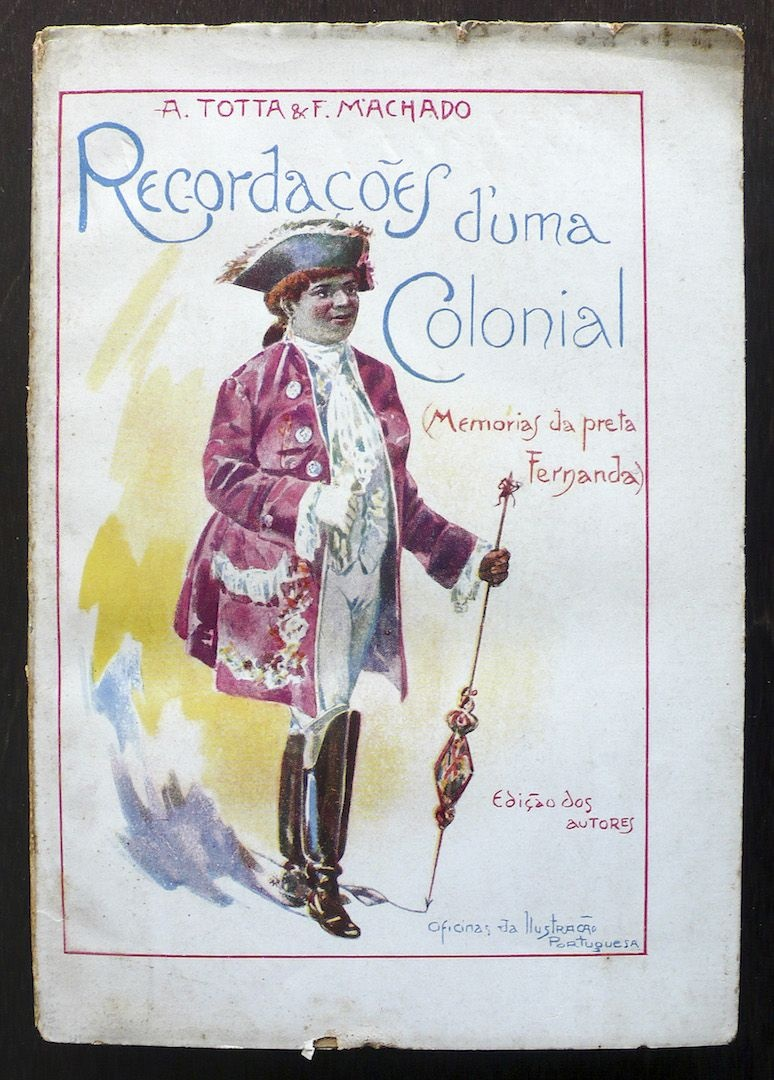
Nascimento vestida de torera en la portada de la primera edición de Recordações d'uma Colonial

En 1912, Nascimento publicó su autobiografía, Recordações d'uma Colonial (Recuerdos de una Mujer de las Colonias), escrita con la ayuda de dos amigos. Sus memorias cuentan la historia de su vida en Cabo Verde y Portugal, pero los autores a veces obviaron la veracidad en favor de una historia más excitante. Dligentemente, Nascimento tomó nota de todos los hombres con los que compartió cama, sin mencionarlos por sus nombres reales, ofreciendo valoraciones cándidas del desempeño sexual de cada hombre.
Poco se conoce de su vida a partir de 1912. Nascimento murió en Lisboa el 20 de agosto de 1927. 